# Warren R. Porter

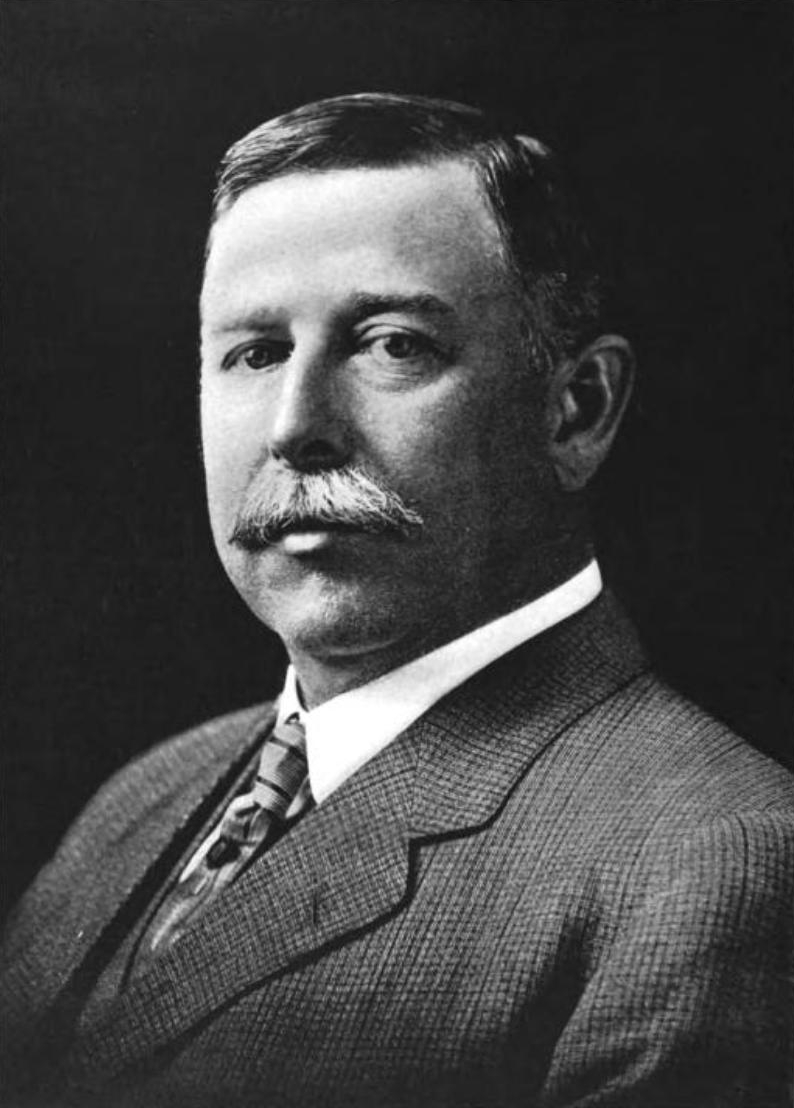
Warren R. Porter

 Warren Reynolds Porter (* 30. März 1861 in Santa Cruz, Kalifornien; † 27. August 1927 in Watsonville, Kalifornien) war ein US-amerikanischer Politiker. Zwischen 1907 und 1911 war er Vizegouverneur des Bundesstaates Kalifornien.

## Werdegang
Warren Reynolds besuchte das St. Augustine College in Benicia und schlug danach eine lange Laufbahn im Bankgewerbe ein, in dem bereits sein Vater gearbeitet hatte. Er begann als Buchhalter und stieg bis in den Vorstand einiger Banken auf. Nach dem Tod seines Vaters im Jahr 1900 wurde er in dessen Nachfolge Präsident der Pajaro Valley Bank. Von 1886 bis 1888 leitete er auch eine Firma in der Holzbranche. Politisch schloss er sich der Republikanischen Partei an. Bei den Präsidentschaftswahlen des Jahres 1900 war er einer der Wahlmänner, die Präsident William McKinley in seine zweite Amtszeit wählten. 
1906 wurde Porter an der Seite von James Gillett zum Vizegouverneur von Kalifornien gewählt. Dieses Amt bekleidete er zwischen 1907 und 1911. Dabei war er Stellvertreter des Gouverneurs und Vorsitzender des Staatssenats. Nach seiner Zeit als Vizegouverneur arbeitete er weiterhin im Bankgewerbe. Er starb am 27. August 1927 in Watsonville.